# Kanton Les Abymes-2
Kanton Les Abymes-2 is een kanton van het Franse departement Guadeloupe. Kanton Les Abymes-2 maakt deel uit van het arrondissement Pointe-à-Pitre en telt 21.339 inwoners (2019).

## Gemeenten
Het kanton Les Abymes-2 omvat de volgende gemeente:
- Les Abymes (deels)